# Vladimir Kličko
Vladimir Kličko (tudi Wladimir Klitschko), ukrajinski boksar, * 25. marec 1976, Semipalatinsk, Ukrajina.
Je svetovni prvak po verzijah WBA (super), IBF, WBO, IBO. Z boksom se ukvarja tudi njegov brat Vitalij Kličko, ki je pozneje postal župan Kijeva. V svoji karieri je zbral 64 zmag (od tega 53 predčasno oz. s tehničnim knockoutom).